# Šarovce
Šarovce (in ungherese Sáró) è un comune della Slovacchia facente parte del distretto di Levice, nella regione di Nitra.

## Gemellaggio
- Veresegyház